# Język jakun
Język jakun – język austronezyjski używany w stanach Johor i Pahang w Malezji, przez grupę ludności Orang Asli.
Należy do grupy języków malajskich, w klasyfikacji Ethnologue stanowi część tzw. makrojęzyka malajskiego. Może być także klasyfikowany jako dialekt języka malajskiego.
Wykazuje związki z językami Orang Laut.